# Poás
Le Poás est un stratovolcan du Costa Rica. Très actif, il a connu au moins 39 épisodes éruptifs depuis 1828. Il connaît actuellement une activité moyenne (fumerolles, éruptions phréatiques). Situé à 37 km au nord-ouest de la capitale San José, ce volcan culmine à 2 708 m d'altitude. Il est intégré dans le parc national du volcan Poás (Parque Nacional Volcán Poás). Son cratère principal dégage régulièrement des vapeurs sulfurées toxiques et héberge un lac acide qui peut disparaître en fonction de son activité.

## Étymologie
Selon l'administration du parc national, le nom Poás dériverait d'une sorte d'arbuste abondant dans la région, ressemblant à une aubépine, avec des épines en forme de fourche. Selon l'historien Percy Rodriguez, une autre théorie signale l'existence d'une tribu appelée Poas. Le premier document connu qui nomme ce site comme les « pâturages de Puas » date de 1663 et fait référence à des terrains situés à l'ouest du fleuve Puas.

## Structure
Ce stratovolcan présente plusieurs caldeiras érodées, des cônes volcaniques, et trois cratères alignés, dont deux contiennent des lacs de cratère. Le cratère principal mesure environ deux kilomètres de diamètre et est profond de 300 mètres. Les eaux du lac de couleur verte qui en occupe le fond (la Laguna Caliente) sont très acides (pH < 1), sulfureuses et chaudes (jusqu'à 85 °C). Sur les pentes internes de ce cratère, on peut observer les dégagements des fumerolles de soufre. L'autre cratère, appelé Botos, présente un lac d'eau froide (Laguna Botos) connecté avec le Rio Angel, lui-même affluent du Rio Sarapiqui. Ce cratère a connu sa dernière éruption il y a 7 500 ans.
On a pu déterminer que l'activité du Poás remonte au moins à 11 millions d'années. Le matériel volcanique émis est du type basaltique / dacitique.

## Activité éruptive

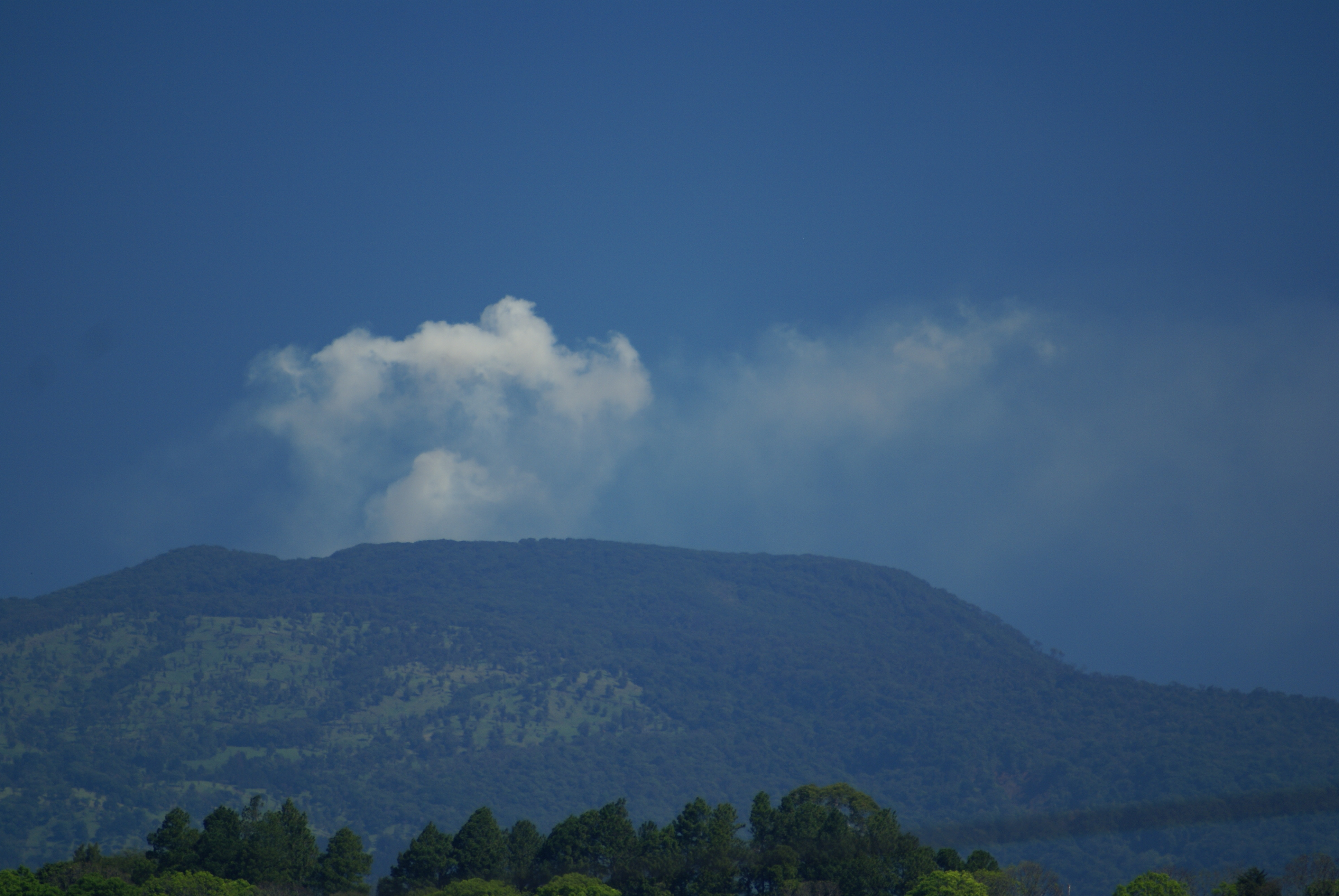
Vue du volcan émettant un panache volcanique en 2010.

La plus grande éruption du Poás eut lieu le 25 janvier 1910, quand une colonne de vapeur et de cendres s'éleva à 8 000 mètres au-dessus du cratère. Cette éruption produisit 640 000 tonnes de cendres.
Entre 1952 et 1954, le Poás a bombardé les proches environs de cendres et de scories.
En 1989, le parc national a été obligé de fermer à cause de dangereuses émissions de gaz soufrés. Ce volcan connaît de fréquentes éruptions phréatiques, rappelant l'activité geysérienne. Par exemple, une forte explosion phréatique s'est produite le vendredi 24 mars 2006 vers midi à partir du lac de cratère chaud du volcan. L'équipe de l'Observatoire Volcanologique de l'OVSICORI qui s'est rendue sur les lieux le lendemain a confirmé la présence de cratères d'impacts liés à l'expulsion de matériel issu du lac d'acide dans une zone de 300-700 mètres du point d'origine.
En avril 2017, à la suite d'une éruption massive le parc national du volcan a été fermé au public. En septembre 2018, après une longue période d'observation et des travaux de protection, il est de nouveau possible d'accéder au cratère principal (20 minutes pour chaque visiteur).

## Curiosités
Avant que le volcan ne devienne parc national, on y montait pour remplir des bouteilles de verre avec l'eau acide du cratère, et on la vendait dans les pharmacies pour soulager les douleurs musculaires. On la mettait aussi dans le trou d'une carie pour provoquer la chute de la dent ou bien on s'en servait pour brûler les verrues, et pour traiter les blessures.
Le Costa Rica a émis de nombreux timbres faisant figurer ce volcan.